# Bastion social
Pour les articles homonymes, voir Bastion.
Le Bastion social est un mouvement néofasciste français, créé en 2017 par d'anciens membres du Groupe union défense (GUD), à Lyon, où se concentrent ses actions. Il s'inspire du mouvement italien CasaPound, avec lequel il entretient des liens. Il a en outre reçu le soutien de certains cadres du Front national. Défendant l'idée de la préférence nationale, le mouvement utiliserait l'aide humanitaire comme vecteur de propagande. Plusieurs de ses dirigeants ont été condamnés pour violences.
La dissolution du groupe est prononcée en Conseil des ministres en 2019. Il réapparaît la même année, sous la forme d'organisations locales décentralisées.

## Historique

### Fondation et développement
Le mouvement Bastion social est composé à sa fondation d'anciens membres du groupe Edelweiss-Savoie de Chambéry, de l'Action française (dont l'ensemble de sa section marseillaise ayant fait défection) et surtout du Groupe union défense (GUD), connu pour ses actions violentes,. Le groupuscule est fondé par Steven Bissuel, ancien chef du GUD de Lyon, qui en prend la direction. Le GUD avait souffert de divisions internes et est placé en sommeil depuis la mise en examen de son chef pour l'agression physique d'un autre membre.
Le Bastion social est fondé en mai 2017 à Lyon puis s'étend en ouvrant des locaux dans plusieurs villes, comme Chambéry, Strasbourg, Aix-en-Provence, Clermont-Ferrand et Marseille.

### Actions

#### Occupations de locaux
Le mouvement se fait connaître le 28 mai 2017 à Lyon, en occupant un immeuble, vide depuis plusieurs années, situé au 18 rue du Port du temple. Le porte-parole du nouveau mouvement, Steven Bissuel, affirme que ses objectifs sont de « venir en aide aux Français les plus démunis », car, selon ses propos, « l’État ne fait absolument plus son rôle. Il applique la préférence étrangère plutôt que la préférence nationale »,.
Le mouvement lance en même temps une campagne sur internet pour soutenir un projet de rénovation du bâtiment. Toutefois, le bâtiment est évacué manu militari le 13 juin suivant, sur ordre du Tribunal d'Instance de Lyon.
En février 2018, les militants du mouvement occupent deux maisons, inhabitées depuis 25 ans, à Entzheim, un village du Bas-Rhin. Ils déclarent avoir pour objectifs, par cette « occupation non conforme », de rénover la ferme alsacienne, de protéger le patrimoine alsacien et de vouloir également ouvrir dès que possible, après des travaux, un lieu d’accueil « pour les Français les plus démunis ».

#### Maraudes et soupes populaires
Le mouvement met particulièrement en avant ses actions envers les plus démunis. en organisant notamment des soupes populaires et des maraudes sociales, où les militants distribuent des pâtes, des conserves ou d'autres colis aux sans-abris,.
En Alsace, il publie de nombreuses photos de Robert, un ancien sans-abri à qui il a apporté un soutien et qu’il affirme avoir aidé à trouver un logement.

#### Participation au mouvement des Gilets jaunes
Dès le lancement du mouvement des gilets jaunes, le Bastion Social participe aux manifestations. Ainsi, le 1er décembre 2018 à Paris, lors de l'acte III du mouvement, il rassemble une centaine de militants près de l'Arc de Triomphe,. A Chambéry, en décembre 2018, près de 1200 personnes participent au défilé des « gilets jaunes », alors que la banderole en tête du cortège est tenue par des militants du Bastion Social.

### Dissolution puis réapparition
Le 20 février 2019, lors du dîner annuel du CRIF, le président de la République, Emmanuel Macron, fait part de son intention de demander la dissolution de trois associations d'extrême droite, dont Bastion social,,. Accusé d’appeler à la haine, aux discriminations et aux actions violentes, Bastion social est dissous en Conseil des ministres le 24 avril 2019.
Cependant, la dissolution n'est qu'officielle et le groupe se reforme la même année, sous une forme décentralisée et plus locale. Ainsi, les groupes Audace, Vent d'Est et Tenesoun, implantés à Lyon, en Alsace et à Aix-en-Provence, font leurs premières apparitions publiques à partir de septembre 2019. Leur premier rassemblement fédérateur est un congrès organisé à Rungis le 12 octobre 2019. Plusieurs anciens cadres de Bastion social, désormais meneurs de groupes locaux, y prennent la parole. Ces nouveaux groupes fascistes sont suppléés par d'autres groupuscules, plus anciens, comme les Zouaves parisiens, L'Alvarium angevin, les Tolosates toulousains, Des Tours et des lys à Tours et les Savoyards d'Edelweiss. Alors que le Bastion social comptait six sections locales, Mediapart en recense une quinzaine en 2020.
Suivant la dissolution administrative du BS, des tensions internes éclatent au sein de sa section lyonnaise, ce qui mène à une scission : Eliot Bertin, soutenu par le fondateur Steven Bissuel, fonde Lyon populaire; tandis que Tristan Conchon fonde Audace.

## Idéologie et organisation
Le groupe s'inspire du mouvement italien CasaPound et est classé en tant que « néofasciste » ou d'extrême droite radicale,,. Il se définit lui-même comme « nationaliste-révolutionnaire », opposé à l'« ultralibéralisme », à l'« immigration de masse » ainsi qu'à l'« assimilation » des immigrés, qu'il juge impossible. Défendant l'idée de « préférence nationale », le groupe utilise l'aide humanitaire comme vecteur de propagande, donnant par exemple des repas chauds à des sans-abri à condition qu'ils soient « français de souche », revendiquant une sélection dans sa politique « sociale » basée sur le droit du sang plutôt que le droit du sol. À Lyon, cette expérience solidaire aurait toutefois rapidement pris fin selon la presse locale,. Plusieurs des membres du groupe, dont son président, sont accusés de propos antisémites et de glorification de symboles nazis.
Le groupe prône « le ré-enracinement contre le déracinement, la remigration contre l’immigration » et tient un discours xénophobe et antisémite.
À l'inverse du GUD, le Bastion social s'organise de manière centralisée et très hiérarchisée autour de son président. Il se finance grâce à des commerces détenus par ses membres, comme à Lyon où il possède trois enseignes situées dans le 5e arrondissement de Lyon, à savoir un bar, un salon de tatouage et un magasin de vêtements.
Son slogan est « Autonomie, identité, justice sociale ». Le premier camp d'été de l'organisation, qui se tient en 2018 près d'Avallon, dans l'Yonne, est placé sous l'égide de François Duprat, « théoricien du nationalisme révolutionnaire dont se revendique le GUD, la structure qui a donné naissance au mouvement ».
Contrairement à une grande partie de l'extrême droite française, le Bastion social perçoit l'Euromaïdan et le régiment Azov comme des sources d'inspiration plutôt que de se ranger du côté pro-russe.

### Présidents
- Steven Bissuel (2017-2018), condamné pour incitation à la haine raciale[29]
- Valentin Linder (2018-2019)[30]

## Appuis et critiques

### Soutiens
Le Bastion social compterait « quelques dizaines de membres » selon la presse alors qu'il refuse par ailleurs de communiquer son nombre de militants, mais il regrouperait entre 50 et 70 membres selon les sources. En plus de s'inspirer du groupe fasciste italien CasaPound, le bastion social tente de se structurer avec lui en organisant des conférences communes ou des congrès européens. En mars 2018, le Bastion social participe à une conférence européenne, à l'invitation du mouvement nationaliste suisse Résistance helvétique, sur le thème de « L'Europe nationaliste », aux côtés de la CasaPound italienne et du Mouvement Nation belge. Le Bastion social entretient des liens avec CasaPound en particulier par l'entremise de deux militants, Sébastien Manificat dit de Boëldieu et Xavier Eman dit Thibaut Baladier, et via le réseau Zentropa.
Bastion social a par ailleurs reçu le soutien de certains cadres du Front national en France, comme son ancien vice-président Bruno Gollnisch, le sénateur Stéphane Ravier ou le député européen Jean-François Jalkh,.
Selon Mediapart, les services de renseignement s'interrogent en juin 2018 sur un éventuel rôle de financement du mouvement par Tristan Mordrelle (professionnel de la levée de fonds) et Philippe Milliau.

### Oppositions
- Lyon : Une manifestation pour la fermeture du Pavillon noir, le local du Bastion social de Lyon, a lieu le 26 mai 2018 et réunit entre 650 et 1 000 personnes[34],[35],[22]. Plusieurs attaques menées par des antifascistes ont également visé ce local[36]. Le 6 novembre 2018, après deux mises en demeure, la mairie de Lyon annonce la fermeture du local pour « non-conformité à diverses exigences de sécurité (entretien des équipements de chauffage ou d’électricité, schémas d’évacuation) »[37].

- Marseille : Une manifestation regroupant — selon ses organisateurs — un millier de personnes se tient à Marseille en mars 2018 contre l'installation d'un local du Bastion social dans la ville[38],[39].

- Chambéry : 600 personnes manifestent contre l'inauguration d'un local du Bastion social le 3 février 2018[40]. Lors des semaines suivantes, des actions ont ciblé ce local[41]. Dans le week-end du 30 et 31 mars 2019, le groupuscule a fermé son local « Edelweiss »[42], à la suite d'une plainte du propriétaire des lieux, qui affirme avoir été trompé quant au but de la location[43].

- Clermont-Ferrand : le 12 juillet 2018, une manifestation contre l’implantation du groupe a également réuni un millier de manifestants, dont le maire de la ville Olivier Bianchi[44].

## Faits de violences
Le Bastion social est surveillé par les services de renseignements français à cause de ses actions violentes. Il est l'objet d'une « cellule de veille » de la mairie de Lyon, qui surveille son implantation dans le vieux centre. Plusieurs responsables et militants du groupe ont été condamnés par la justice pour violences, comme l'agression d'un couple d'origine maghrébine à Aix-en-Provence, dans laquelle est impliqué le chef de la section marseillaise, Clément Duboy. Celui-ci est ensuite condamné à six mois de prison pour l'agression d'un Guadeloupéen et d'un gendarme hors de son service. 
Le président du groupe, Steven Bissuel, est placé sous contrôle judiciaire en avril 2018, à la suite d'une rixe en marge d'un concert antiraciste à Lyon. 
À Chambéry, le groupe est également accusé d'avoir attaqué un concert organisé par un mouvement d'extrême gauche, blessant plusieurs personnes avec jusqu'à 30 jours d'incapacité. En septembre 2019, quatre militants de la section de Chambéry ont été condamnés pour l'agression de supporters lors des célébrations de la victoire de la France en Coupe du monde de football, en 2018. 
La section strasbourgeoise est également menacée[Quand ?] de fermeture après des violences. 
À Clermont-Ferrand, le groupe s’installe en juillet 2018 et s’illustre rapidement par plusieurs agressions aux abords du local situé au cœur du centre historique, rue de la Treille. La veille de son inauguration, un jeune homme consommateur dans un bar voisin est pris à partie par des militants du Bastion social qui le confondent avec un antifasciste. Il en ressort avec une double fracture de la mâchoire et 45 jours d’interruption de travail. Enfin, dans la nuit du 8 au 9 septembre, quatre quadragénaires passant devant le local clermontois sont violemment agressés, l’un d’eux étant laissé à terre avec une double fracture du tibia et du péroné lui valant 60 jours d'ITT. À la veille du procès des agresseurs, le 16 octobre 2018, la direction nationale du Bastion social annonce la fermeture de son local de Clermont-Ferrand, vandalisé quelques jours plus tôt par un groupe antifasciste. Les agresseurs sont condamnés à des peines allant de six mois avec sursis à un an ferme.

## Condamnations judiciaires
Le 12 décembre 2017, un responsable du Bastion social strasbourgeois est condamné à huit mois de prison ferme, avec maintien en détention par le tribunal correctionnel de Strasbourg en répression de l’agression d’un jeune homme.
Deux membres fondateurs du groupe Bastion social marseillais, sont condamnés le 27 juin 2018, par le tribunal de Marseille, à six mois d’emprisonnement ferme, avec mandat de dépôt, pour violences en réunion. L'un d'eux est déjà condamné par le tribunal d'Aix-en-Provence à douze mois de prison (dont quatre mois ferme) pour « violences aggravées commises en réunion en raison d'une appartenance raciale » le 30 mai 2018,.
Le 16 août 2018, un chef du groupe lyonnais Bastion social est condamné par le tribunal de Lyon à 20 000 euros d'amende pour incitation à la haine raciale,,. Il est remplacé par Valentin Linder, président du Bastion social Strasbourg le 19 septembre.
Le 19 octobre 2018, trois membres du groupe clermontois du Bastion social, sont condamnés pour violences en réunion, respectivement à trois ans de prison dont deux avec sursis et mise à l'épreuve, un an de prison assorti d'un sursis de six mois avec mise à l’épreuve et six mois de prison avec sursis,,.